# Eschweiler über Feld

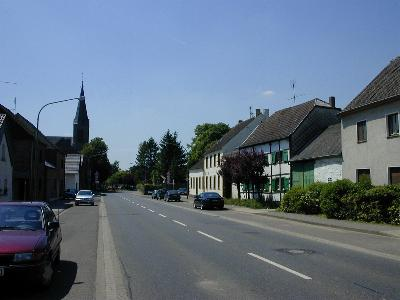
Das Ortszentrum

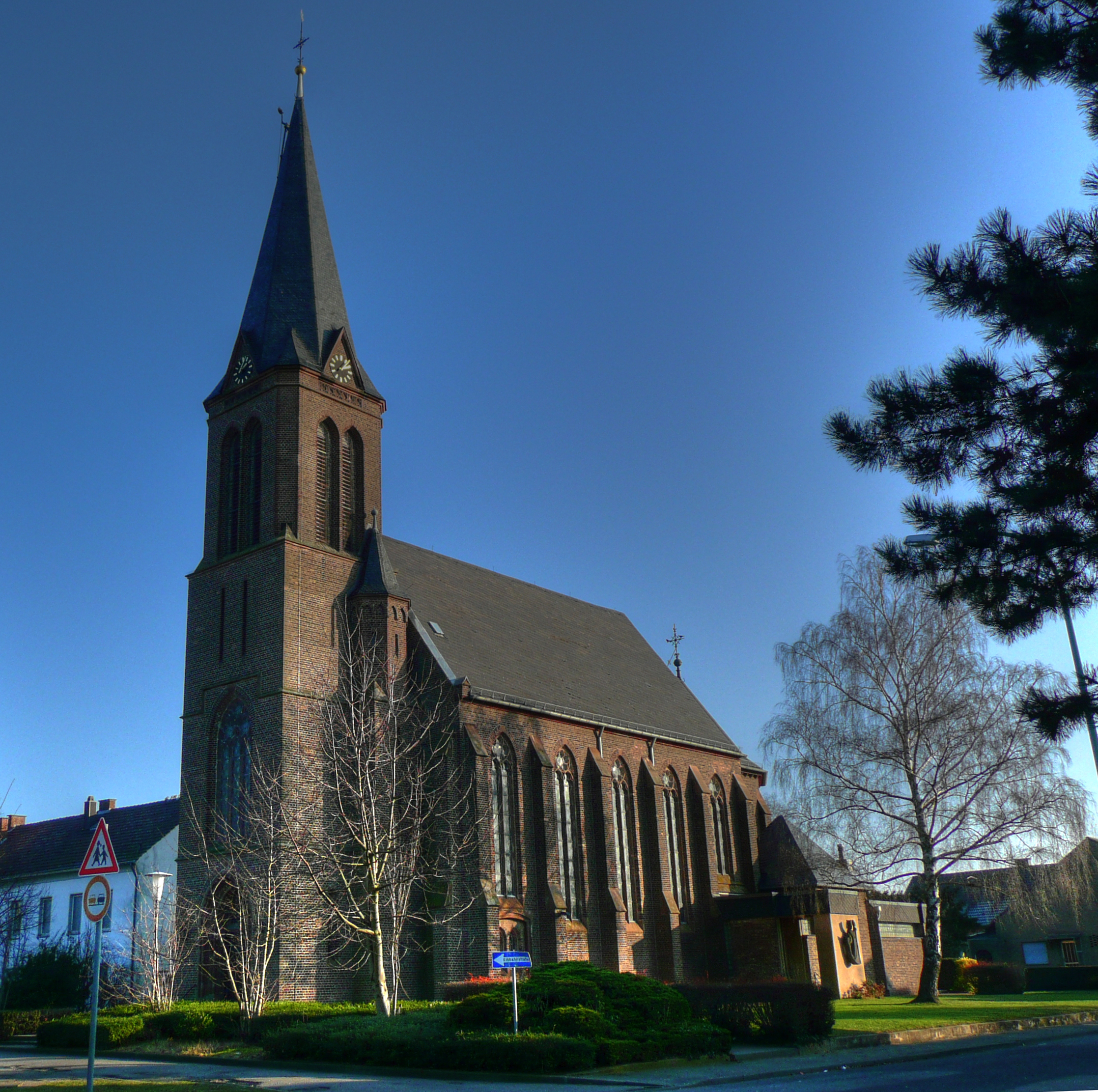
Katholische Pfarrkirche St. Heribert in Eschweiler über Feld

Eschweiler über Feld ist der zweitgrößte Ort der Gemeinde Nörvenich, im Kreis Düren, NRW gelegen.

## Geschichte

### Name
Von dem altdeutschen Wort Eska = fruchtbares Land und Weiler, das sich aus dem römischen villare und dem wilre der Franken entwickelt haben soll, leitet die Ortsnamenforschung den Ortsnamen Eschweiler ab. Seinem Anhängsel über Feld macht das Dorf inmitten der Bördenlandschaft am Übergang der Erper zur Merzenicher Lößplatte alle Ehre.

### Frühzeit
Schon die Menschen der Jungsteinzeit und Bronzezeit haben in und um Eschweiler gelebt, wie Bodenfunde beweisen. Die Römer hatten nördlich und nordöstlich des Dorfes Ansiedlungen, von denen elf nachgewiesen sind.
Urkundlich wird der Ort erstmals im Jahre 1003 genannt. Damals wurden die Kirche (St. Heribert) und ein Hof der Abtei Deutz geschenkt, siehe Pfarrkirche Eschweiler über Feld.

### Neuzeit
Nikolaus Keuschgens aus Eschweiler über Feld berichtete im 18. Jahrhundert über das erste Erscheinen der französischen Revolutionstruppen, die auch durch das hiesige Gebiet zogen:
...und am 3. Oktober 1794 morgens halb zehn Uhr haben wir zu Eschweiler die ersten Franzosen gesehen. Die Vorposten nahten in Parteien von ungefähr fünf Mann. Sie forderten 100 Kronentaler; gleich zu zahlen, sonst sollte das ganze Dorf in Brand geschossen werden. Dieses war der Willkomm, den sie uns geschenkt haben.
Am 1. Januar 1969 wurde Eschweiler über Feld nach Nörvenich eingemeindet.
Am nördlichen Ortsrand befindet sich die Niederlassung Düren der STRABAG SE, eines österreichischen Baukonzerns.

### Schulwesen

Todesanzeige Lehrer Johann Esser

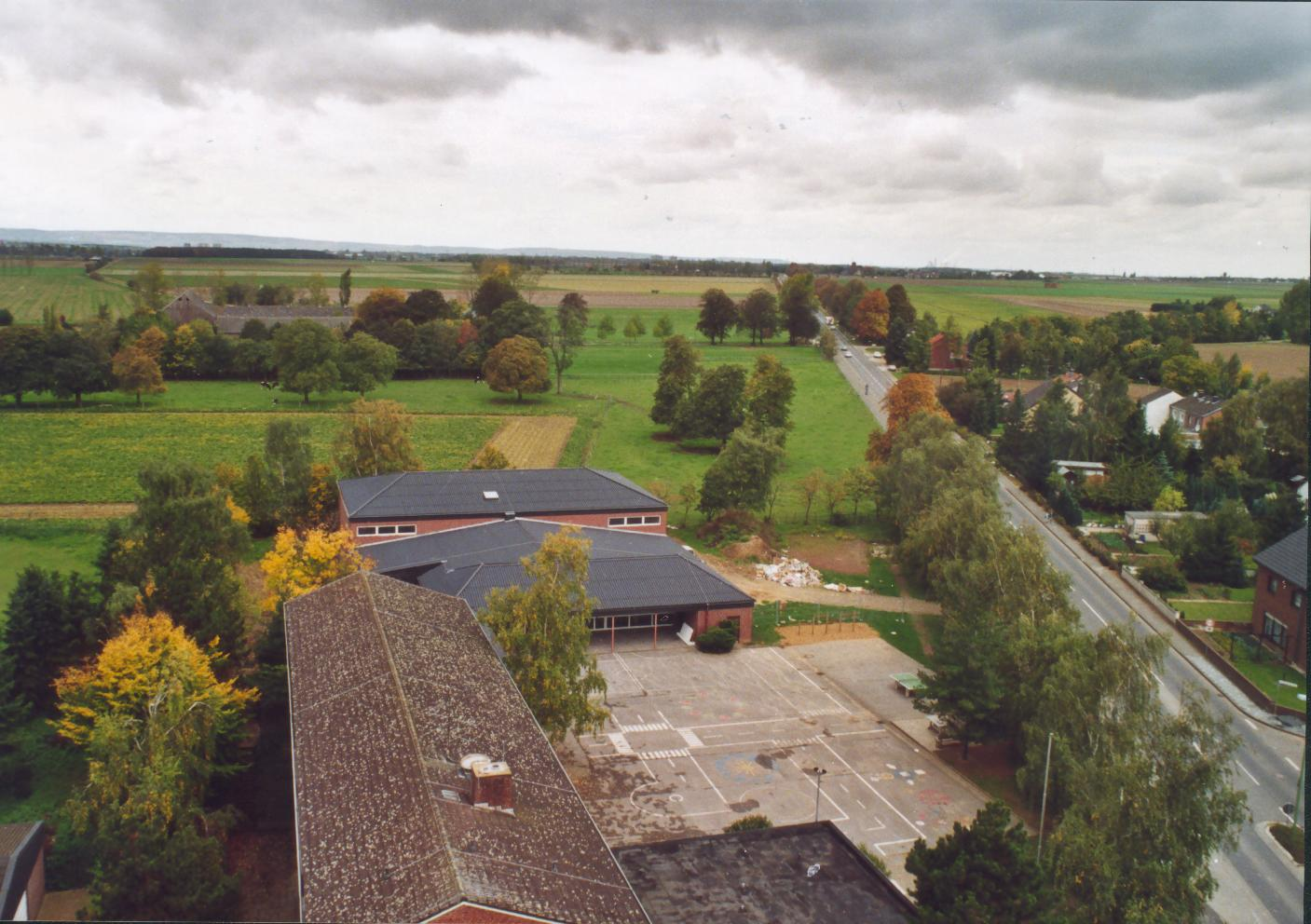
Grundschule, Luftbild 1994

Christian Overbeck wird 1870 als erster Lehrer der katholischen Volksschule erwähnt. Ihm folgte für die Zeit von 1871 bis 1894 Heinrich Erberich. Karl Esch vervollständigte 1880 das Personal. Auf Erberich folgte von 1894 bis 1898 Heinrich Jannes. Karl Gatz war bereits vor 1902 Lehrer und blieb bis zum 1. August 1904 an der Schule. Maria Schaps unterrichtete von 1903 bis zum Ruhestand am 1. Juli 1922. Paul Born war vom 1. August 1908 bis zum 1. April 1909 tätig. Johann Esser war mit Unterbrechungen vom 1. April 1909 bis zum 31. März 1954, als er in den Ruhestand ging, als Lehrer, zuletzt Hauptlehrer, in Eschweiler über Feld beschäftigt. Unterbrechungen waren der Kriegsdienst im Ersten Weltkrieg vom 4. August 1916 bis 1918. Vertreter waren Klara Otten (ab 1. Dezember 1916), Conrad Hanz (ab 15. Mai 1917) und Gertrud Honnete (1. Mai 1918 bis 28. Dezember 1918). Nach dem Krieg kam am 1. Juli 1919 bis zum 1. Mai 1926 Ludwig Kerwer. Anna Pick (1. Juli 1922 bis 31. August 1925) und Elisabeth Picken (1. Juli 1926 bis 31. Juli im gleichen Jahr) folgten. Vier Monate, nämlich vom 1. August 1926 bis zum 1. Dezember 1926, war Maria Emonts da. Anna Pick unterrichtete vom 1. Dezember 1926 bis zum Eintritt in den Ruhestand am 31. Mai 1941. Ein halbes Jahr (24. Mai 1932 bis 24. November 1932) arbeitete Michael Keimes im Ort. Ihm folgte Hubert Erdmann vom 1. April 1934 bis 30. September 1936. Josef Lemmler war ab dem 1. Dezember 1936 als Lehrer beschäftigt. Er gilt seit 1943 als vermisst im Zweiten Weltkrieg. Seine Vertretungen während des Kriegsdienstes waren Josef Bergerhausen ab 2. Februar 1943 und Franz Capellmann ab dem 13. September 1943. Franz Jörres war Lehrer vom 26. September 1936 bis zum 30. November 1936. Ludwig Keutgen ist für das Jahr 1946 nachgewiesen. Franz Körffer folgte von 1947 bis 1948. Martha Nieswand unterrichtete vom 3. Juni 1947 bis Ostern 1958 (Das Schuljahr dauerte damals von Ostern bis Ostern). Vom 1. August 1949 bis zum 1. Mai 1954 war Eberhard Holthausen an der Schule tätig. Zu einem unbekannten Zeitpunkt kam Oskar Kollbach, der bis zum 15. August 1950 blieb. Günter Schaaf ist für den Zeitraum vom 10. September 1954 bis zum 30. April 1955 nachgewiesen. Friedrich Donath war bis zum 16. September 1954 tätig. Vom 1. Mai 1954 bis zum Ruhestand am 31. März 1963 unterrichtete Peter Schlemmer. Anna Ferber war ab dem 1. Dezember 1954 nur einen Monat lang an der Volksschule. Es kam dann Johann Schumacher für zwei Monate ab dem 1. Februar 1955. Manfred Fritz unterrichtete vom 1. Mai 1955 bis zum 1. April 1962. Maria Körffer war 20 Jahre lang Lehrerin in Eschweiler über Feld, nämlich vom 1. Juni 1958 bis zum 31. Juli 1980. Vom 1. April 1962 bis Dezember 1971 unterrichtete Josef Kollenbroich. Franz-Josef Neffgen war vom 1. April 1963 bis 31. März 1964 angestellt. Vom 1. April 1964 (Schuljahresbeginn) bis zum 1. August 1967 wurden die Kinder von Bernhard Schneider geschult. Stephanie Höffler war Lehrerin vom 1. April 1966 bis 31. März 1968. Marion Pfefferle kam am 1. April 1968 und blieb bis Auflösung der katholischen Volksschule. Vom 9. August 1968 bis zum 31. August 1970 unterrichtete Lehrer Noel und Lehrerin Bürger war vom 2. September 1968 bis zum 31. August 1970 an der Schule tätig.
Zum Schuljahresende 1969/1970 wurde die katholische Volksschule aufgelöst. Das Gebäude hatte danach viele Zwecke, nämlich Obdach- und Asylunterkunft, Kiosk, Turnraum sowie Feuerwehrraum und ist heute zu Mietwohnungen bzw. einer Flüchtlingsunterkunft umgebaut. Die neue Grundschule, die heute den Namen Albertus Magnus trägt, wurde vor Jahren durch eine Mehrzweckhalle (Turnhalle und Veranstaltungshalle) erweitert.

### Einwohnerentwicklung
| Bevölkerungsentwicklung |               |  |      |               |  |      |               |  |      |               |
| Jahr                    | Einwohnerzahl |  | Jahr | Einwohnerzahl |  | Jahr | Einwohnerzahl |  | Jahr | Einwohnerzahl |
| 1885                    | 647           |  | 1905 | 727           |  | 1925 | 890           |  | 2016 | 1108          |
| 1945                    | 730           |  | 1955 | 1005          |  | 1965 | 984           |  | 2017 | 1091          |
| 1975                    | 1016          |  | 1985 | 1073          |  | 1995 | 1096          |  | 2018 | 1091          |
| 2005                    | 1135          |  | 2010 | 1145          |  | 2015 | 1117          |  | 2025 | 1158          |

## Persönlichkeiten
- Patricia Peill (* 1962), deutsche Politikerin, MdL

## Verkehr
Eschweiler über Feld hatte einen Bahnhof und zusätzlich einen Haltepunkt Eschweiler ü. Feld Mitte an der Bahnstrecke Distelrath–Embken der Dürener Kreisbahn (DKB). Nach Einstellung des Schienenpersonenverkehrs 1963 übernahmen Busse der DKB die Bedienung.
Seit dem 1. Januar 2020 betreibt Rurtalbus den Linienverkehr mit den AVV-Buslinien 208, SB 8 und SB 15. Zudem verkehrt die Nachtbuslinie N2.
| Linie | Verlauf |
| ----- | --- |
| 208   | Düren Kaiserplatz – Distelrath – (Merzenich Rathaus –) Schöne Aussicht – Girbelsrath – Eschweiler über Feld – Nörvenich Alter Bf – Nörvenich Hommelsh. Weg – Hochkirchen – (Irresheim –) Eggersheim – Lüxheim – Gladbach – Müddersheim – Disternich – Sievernich – Bessenich – Zülpich Frankengraben – Adenauerpl./Schulzentr. |
| SB8   | Schnellbus: Düren Bf/ZOB – StadtCenter – Düren Kaiserplatz – Distelrath – Golzheim – Eschweiler über Feld – Nörvenich Alter Bf – Nörvenich Hommelsh. Weg |
| SB15  | Schnellbus: Froitzheim – Vettweiß – Gladbach – Lüxheim – Eggersheim – Hochkirchen – Nörvenich Hommelsh. Weg – Nörvenich Alter Bf – Eschweiler über Feld – Golzheim – Buir |
| N2    | Nachtbus: nur in den Nächten Fr/Sa und Sa/So Düren Bf/ZOB → Kaiserplatz → Merzenich → Nörvenich → Vettweiß → Stockheim → Binsfeld |

## Baudenkmäler
- Alter Friedhof (Eschweiler über Feld)
- Bauernhof Heribertstraße 2
- Bauernhof Heribertstraße 32
- Bauernhof Heribertstraße 34
- Gut Hermannshof
- Gut Kauweiler
- Gut Ollesheim
- Heiligenhäuschen Heribertstraße (Eschweiler über Feld)
- St. Heribert (Eschweiler über Feld)
- Termelineskapelle Ollesheim
- Wasserpumpe Buntwolfstraße
- Wasserpumpe Heribertstraße
- Wegekreuz Gut Hommelsheim
- Wegekreuz Heinrich-Veith-Straße
- Wegekreuz Schmiedegasse

## Die Bodendenkmäler
Drei römische Siedlungsstellen in der Feldgemarkung, römisches Landgut (villa rustica), römischer Burgus, eingetragen in die Liste der Bodendenkmäler unter den Nummern 7 bis 9.